# Kanaans Simsällskap
Kanaans Simsällskap är en ideell sim- och tävlingsklubb med bas i nordvästra Stockholm. Klubben bildades 1958 vid Kanaanbadet och har därifrån fått sitt namn. Bedriver verksamhet i Tenstas, Vällingbys, Åkeshovs och Spångas simhallar, från plask och leknivå till tävlingssimning.